# Buskmalört
Buskmalört (Artemisia arborescens) är en växtart i malörtssläktet och familjen korgblommiga växter. Arten beskrevs av Carl von Linné i Species plantarum 1763.

## Beskrivning
Buskmalörten är en halvbuske som blir omkring 1,2 meter hög, med ett rundat växtsätt. Skott och blad är täckta av ett silkesvitt fjun. Bladen är finflikiga och silvervita. Arten blommar på sommaren, med klargula blommor.

## Utbredning
Buskmalörten växer vilt i Medelhavsområdet, från Portugal och Marocko i väster till Turkiet och Syrien i öster. Den har även introducerats i Australien.

## Habitat
Buskmalörten trivs nära havet.